# Bundesratswahl 1931
Am 17. Dezember 1931 fanden in der Schweiz die Gesamterneuerungswahlen des Bundesrates statt. Die beiden Kammern des neu gewählten Parlaments, die Vereinigte Bundesversammlung, wählten die Schweizer Regierung, den Bundesrat, für die von 1932 bis 1935 dauernde Amtszeit. Die Sitze wurden einzeln in der Reihenfolge des Amtsalters der Sitzinhaber bestellt. Da es keine Rücktritte aus dem Bundesrat gab, kam es zu keinen Ersatzwahlen.

## Wahlen

### Erste Wahl (Sitz von Giuseppe Motta, KVP)

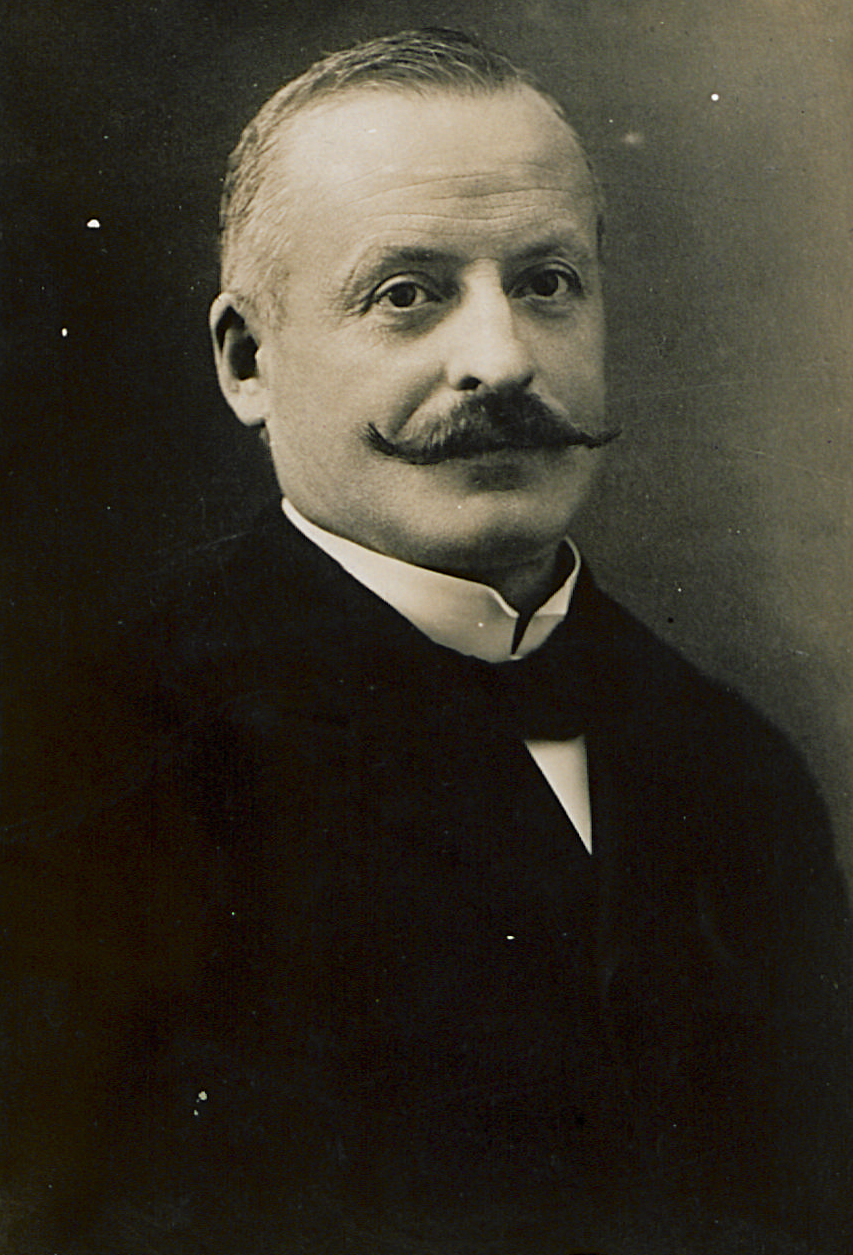
Giuseppe Motta (1916)

Giuseppe Motta (KVP) wurde am 14. Dezember 1911 in den Bundesrat gewählt. Er übernahm das Finanz- und Zolldepartement. 1920 wechselte er ins Politische Departement. Er stellte sich als amtsältester Bundesrat als Erster zur Wahl.
|                         | 1. Wahlgang |
| ----------------------- | ----------- |
| ausgeteilte Wahlzettel  | 207         |
| eingegangene Wahlzettel | 206         |
| leer/ungültig           | 41/1        |
| gültig Total            | 164         |
| absolutes Mehr          | 83          |
| Giuseppe Motta          | 161         |
| Verschiedene            | 3           |

### Zweite Wahl (Sitz von Edmund Schulthess, FDP)

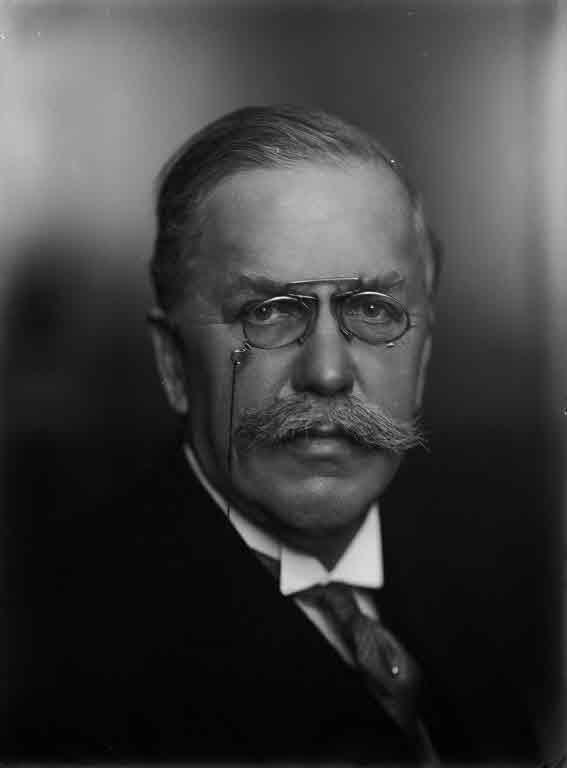
Edmund Schulthess (1935)

Bundesrat Edmund Schulthess (FDP) wurde am 17. Juli 1912 in den Bundesrat gewählt und war von 1912 bis 1940 Vorsteher des Volkswirtschaftsdepartements, das bis 1914 den Titel Handels-, Industrie- und Landwirtschaftsdepartement trug.
|                         | 1. Wahlgang |
| ----------------------- | ----------- |
| ausgeteilte Wahlzettel  | 220         |
| eingegangene Wahlzettel | 220         |
| leer/ungültig           | 34/0        |
| gültig Total            | 186         |
| absolutes Mehr          | 94          |
| Edmund Schulthess       | 172         |
| Verschiedene            | 14          |

### Dritte Wahl (Sitz von Jean-Marie Musy, KVP)

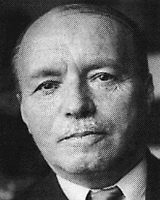
Jean-Marie Musy

Jean-Marie Musy (KVP) wurde am 11. Dezember 1919 in den Bundesrat gewählt. Er war von 1920 bis 1934 Vorsteher des Finanz- und Zolldepartements. Sein Sitz wurde von den Sozialdemokraten mit der Kandidatur Perret und parteiintern mit der Kandidatur Perrier angegriffen. Dennoch wurde Musy bereits im 1. Wahlgang gewählt.
|                         | 1. Wahlgang |
| ----------------------- | ----------- |
| ausgeteilte Wahlzettel  | 223         |
| eingegangene Wahlzettel | 222         |
| leer/ungültig           | 18/0        |
| gültig Total            | 204         |
| absolutes Mehr          | 103         |
| Jean-Marie Musy         | 128         |
| Henri Perret            | 45          |
| Ernest Perrier          | 12          |
| Verschiedene            | 19          |

### Vierte Wahl (Sitz von Heinrich Häberlin, FDP)

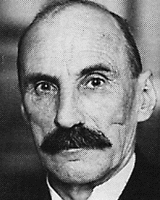
Heinrich Häberlin

Heinrich Häberlin (FDP) wurde am 12. Februar 1920 in den Bundesrat gewählt. Er war von 1920 bis 1934 Vorsteher des Justiz- und Polizeidepartements.
|                         | 1. Wahlgang |
| ----------------------- | ----------- |
| ausgeteilte Wahlzettel  | 220         |
| eingegangene Wahlzettel | 218         |
| leer/ungültig           | 50/6        |
| gültig Total            | 162         |
| absolutes Mehr          | 82          |
| Heinrich Häberlin       | 154         |
| Verschiedene            | 8           |

### Fünfte Wahl (Sitz von Marcel Pilet-Golaz, FDP)

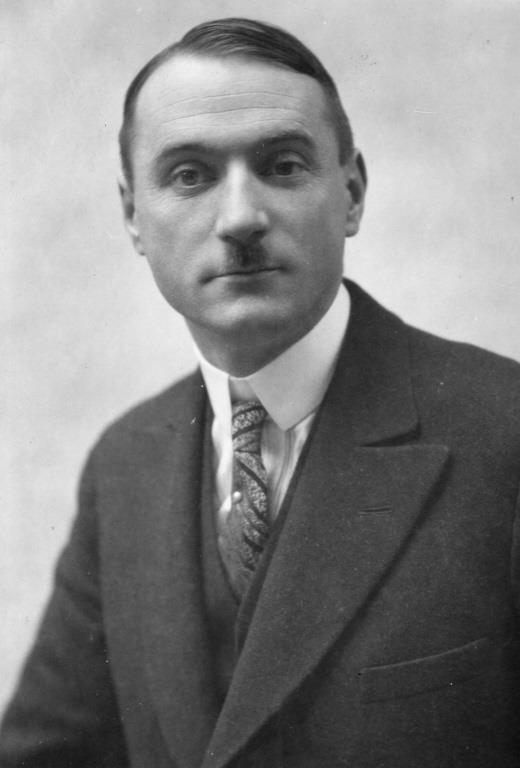
Bundesrat Marcel Pilet-Golaz, ca. 1929

Marcel Pilet-Golaz (FDP) wurde am 13. Dezember 1928 in den Bundesrat gewählt. Er war 1929 Vorsteher des Departements des Innern, von 1930 bis 1940 Vorsteher des Post- und Eisenbahndepartements und von 1940 bis 1944 Vorsteher des Politischen Departements.
|                         | 1. Wahlgang |
| ----------------------- | ----------- |
| ausgeteilte Wahlzettel  | 219         |
| eingegangene Wahlzettel | 219         |
| leer/ungültig           | 55/3        |
| gültig Total            | 161         |
| absolutes Mehr          | 81          |
| Ernest Chuard           | 144         |
| Verschiedene            | 17          |

### Sechste Wahl (Sitz von Rudolf Minger, BGB)

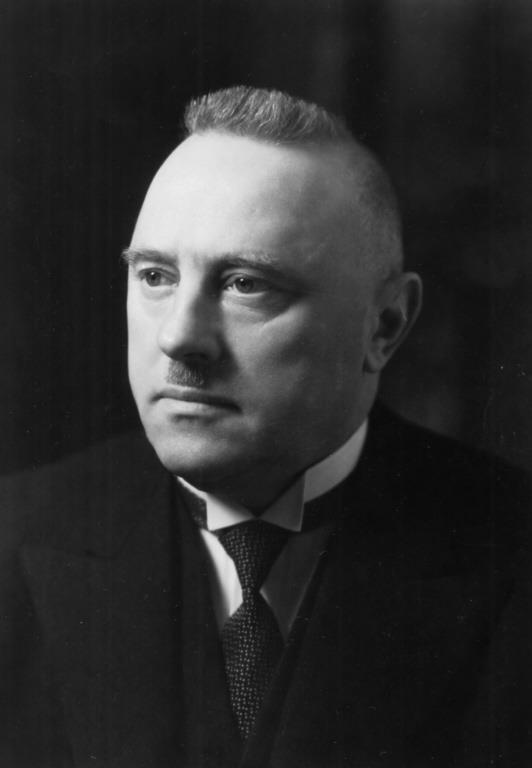
Rudolf Minger (ca. 1930)

Rudolf Minger (BGB) wurde am 12. Dezember 1929 in den Bundesrat gewählt. Er war danach von 1930 bis 1940 Vorsteher des Militärdepartements.
|                         | 1. Wahlgang |
| ----------------------- | ----------- |
| ausgeteilte Wahlzettel  | 209         |
| eingegangene Wahlzettel | 208         |
| leer/ungültig           | 38/3        |
| gültig Total            | 167         |
| absolutes Mehr          | 84          |
| Jean-Marie Musy         | 146         |
| Verschiedene            | 21          |

### Siebte Wahl (Sitz von Albert Meyer, FDP)

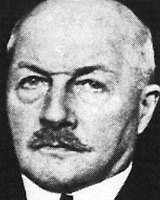
Albert Meyer

Albert Meyer (FDP) wurde am 12. Dezember 1929 in den Bundesrat gewählt. Er war von 1930 bis 1934 Vorsteher des Departements des Innern und von 1934 bis 1938 Vorsteher des Finanz- und Zolldepartements.
|                         | 1. Wahlgang |
| ----------------------- | ----------- |
| ausgeteilte Wahlzettel  | 215         |
| eingegangene Wahlzettel | 207         |
| leer/ungültig           | 40/4        |
| gültig Total            | 163         |
| absolutes Mehr          | 82          |
| Heinrich Häberlin       | 145         |
| Verschiedene            | 18          |

## Wahl des Bundeskanzlers

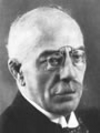
Robert Käslin

Der amtierende Bundeskanzler Robert Käslin (FDP) stellte sich zur Wiederwahl. Er wurde mit 154 Stimmen wiedergewählt.
|                         | 1. Wahlgang |
| ----------------------- | ----------- |
| ausgeteilte Wahlzettel  | 189         |
| eingegangene Wahlzettel | 181         |
| leer/ungültig           | 19/0        |
| gültig Total            | 162         |
| absolutes Mehr          | 82          |
| Adolf von Steiger       | 154         |
| Verschiedene            | 9           |

## Wahl des Bundespräsidenten
Giuseppe Motta (KVP) wurde mit 172 Stimmen zum Bundespräsidenten für das Jahr 1932 gewählt.
|                         | 1. Wahlgang |
| ----------------------- | ----------- |
| ausgeteilte Wahlzettel  | 201         |
| eingegangene Wahlzettel | 199         |
| leer/ungültig           | 25/9        |
| gültig Total            | 165         |
| absolutes Mehr          | 83          |
| Karl Scheurer           | 172         |
| Verschiedene            | 3           |

## Wahl des Vizepräsidenten
Edmund Schulthess (FDP) wurde mit 120 Stimmen zum Vizepräsidenten gewählt.
|                         | 1. Wahlgang |
| ----------------------- | ----------- |
| ausgeteilte Wahlzettel  | 198         |
| eingegangene Wahlzettel | 198         |
| leer/ungültig           | 35/4        |
| gültig Total            | 159         |
| absolutes Mehr          | 80          |
| Ernest Chuard           | 120         |
| Verschiedene            | 39          |